# 2953 Вишеславија
2953 Вишеславија (енгл. 2953 Vysheslavia) је астероид главног астероидног појаса са средњом удаљеношћу од Сунца која износи 2,829 астрономских јединица (АЈ).
Апсолутна магнитуда астероида је 11,6.